# Wickersheim-Wilshausen
Wickersheim-Wilshausen é uma comuna francesa na região administrativa de Grande Leste, no departamento Baixo Reno. Estende-se por uma área de 5,43 km². Em 2010 a comuna tinha 392 habitantes (densidade: 72,2 hab./km²).